# Prolobosia schistacea
Prolobosia schistacea är en fjärilsart som beskrevs av Rothschild 1913. Prolobosia schistacea ingår i släktet Prolobosia och familjen björnspinnare. Inga underarter finns listade i Catalogue of Life.